# Pfadi Winterthur
Pfadi Winterthur  je rukometni klub iz Švicarske iz grada Winterthura. Trenutno se natječe u švicarskoj 1. rukometnoj ligi.
Klub se razvio iz neformalnog rukometnog sastava koji je osvajao natjecanja za vrijeme državnog jamboreea švicarskog skautskog saveza (Schweizer Pfadfinderbund)  1938. godine. Predmetak Pfadi (skaut) je u znak sjećanja na klupske korijene u izviđačkom pokretu.

## Uspjesi
- švicarski prvaci: 1991./92., 1993./94., 1994./95., 1995./96., 1996./97., 1997./98., 2001./02., 2002./03., 2003./04
- švicarski kup: 1997./98., 2002./03., 2009./10.
- švicarski prvaci kupa u velikom rukometu: 1958.

- finalist EHF Challenge Cup-a: 2000./01.
- polufinalist Kupa EHF-a: 1981./82.
- polufinalist Euro City Cup-a: 1999./2000, (sljednik poslije 2000.: EHF Challenge Cup)
- četvrtfinalist Lige prvaka: 1996./97., 1997./98., 2002./03.

## Poznati igrači i treneri
- Goran Perkovac
- Iwan Ursic